# Lorenzo Altieri
Lorenzo Altieri (Roma, 10 giugno 1671 – Roma, 3 agosto 1741) è stato un cardinale italiano.

## Biografia
Membro di una nobilissima famiglia romana, Lorenzo Altieri era il secondogenito di Gaspare Altieri, principe di Oriolo e Viano, nonché duca di Monterano, e di Laura Altieri, nipote di papa Clemente X. Era nipote del cardinale Paluzzo Paluzzi Altieri degli Albertoni. Suo fratello minore, Giovanni Battista Altieri, divenne cardinale nel 1724 e un suo nipote, Vincenzo Maria Altieri, divenne cardinale nel 1777.
L'11 novembre 1690 fu nominato protonotario apostolico de numero participantium e solo due giorni più tardi fu creato cardinale da papa Alessandro VIII, ottenendo la dispensa per non avere ancora compiuto i ventidue anni, la minima età canonica richiesta per la promozione, e perché nel collegio cardinalizio era presente lo zio e fino alla nomina del cardinale Annibale Albani, effettuata da  Clemente XI, è stato il porporato italiano più giovane. Il 27 novembre 1690 ricevette la berretta cardinalizia e gli fu assegnata la diaconia di Santa Maria in Aquiro. Partecipò al conclave del 1691 che elesse papa Innocenzo XII.
Dal 24 settembre 1696 fu legato ad Urbino, ma a causa di contrasti con il papa diede le dimissioni per tornarsene a Roma. Il 30 novembre 1699 ricevette il suddiaconato ed il 29 agosto 1700 il diaconato. Partecipò al conclave del 1700 che elesse papa Clemente XI; successivamente l'8 giugno 1707 optò per la diaconia di San Nicola in Carcere e poi ancora il 14 novembre 1718 optò per la diaconia di Sant'Agata dei Goti.
Partecipò al conclave del 1721 che elesse papa Innocenzo XIII, a quello del 1724 che elesse papa Benedetto XIII e a quello del 1730 che elesse papa Clemente XII. Il 24 luglio 1730 optò per la diaconia di Santa Maria in Via Lata; fu cardinale protodiacono e nel 1735 fu legato apostolico a Ravenna. Non partecipò al conclave del 1740 che elesse papa Benedetto XIV, perché già gravemente malato.
Morì il 3 agosto 1741 verso le 11 di sera e fu sepolto nella chiesa di Santa Maria in Portico in Campitelli.

## Albero genealogico
|                                                          |                |                                                | Genitori                                                |  |  | Nonni |  |  | Bisnonni                                 |  |  | Trisnonni                                   |  |
|                                                          |                |                                                |                                                         |  |  |       |  |  | Antonio Albertoni, II marchese di Rasina |  |  | Baldassarre Albertoni, I marchese di Rasina |  |
|                                                          |                |                                                |                                                         |  |  |       |  |  | Antonio Albertoni, II marchese di Rasina |  |  | Baldassarre Albertoni, I marchese di Rasina |  |
|                                                          |                | Clarice Bonfilioli                             |                                                         |  |  |       |  |  | Antonio Albertoni, II marchese di Rasina |  |  |                                             |  |
| Angelo Paluzzi Albertoni Altieri, III marchese di Rasina |                |                                                |                                                         |  |  |       |  |  | Antonio Albertoni, II marchese di Rasina |  |  |                                             |  |
|                                                          |                | Laura di Carpegna                              | Orazio II di Carpegna, conte di Carpegna e di Scavolino |  |  |       |  |  |                                          |  |  |                                             |  |
|                                                          |                | Laura di Carpegna                              | Orazio II di Carpegna, conte di Carpegna e di Scavolino |  |  |       |  |  |                                          |  |  |                                             |  |
|                                                          |                | Laura di Carpegna                              | Laura Passionei                                         |  |  |       |  |  |                                          |  |  |                                             |  |
| Gaspare Altieri, I principe di Oriolo                    |                | Laura di Carpegna                              |                                                         |  |  |       |  |  |                                          |  |  |                                             |  |
|                                                          |                | …                                              | …                                                       |  |  |       |  |  |                                          |  |  |                                             |  |
|                                                          |                | …                                              | …                                                       |  |  |       |  |  |                                          |  |  |                                             |  |
|                                                          |                | …                                              | …                                                       |  |  |       |  |  |                                          |  |  |                                             |  |
| Vittoria Parabiacca                                      |                | …                                              |                                                         |  |  |       |  |  |                                          |  |  |                                             |  |
|                                                          |                | …                                              | …                                                       |  |  |       |  |  |                                          |  |  |                                             |  |
|                                                          |                | …                                              | …                                                       |  |  |       |  |  |                                          |  |  |                                             |  |
|                                                          |                | …                                              | …                                                       |  |  |       |  |  |                                          |  |  |                                             |  |
| Lorenzo Altieri                                          |                | …                                              |                                                         |  |  |       |  |  |                                          |  |  |                                             |  |
|                                                          | Orazio Altieri | Girolamo Altieri                               |                                                         |  |  |       |  |  |                                          |  |  |                                             |  |
|                                                          | Orazio Altieri | Girolamo Altieri                               |                                                         |  |  |       |  |  |                                          |  |  |                                             |  |
|                                                          | Orazio Altieri | Ersilia Capranica                              |                                                         |  |  |       |  |  |                                          |  |  |                                             |  |
| Antonio Maria Altieri                                    | Orazio Altieri |                                                |                                                         |  |  |       |  |  |                                          |  |  |                                             |  |
|                                                          |                | Anne du Blioul                                 | Laurent du Blioul                                       |  |  |       |  |  |                                          |  |  |                                             |  |
|                                                          |                | Anne du Blioul                                 | Laurent du Blioul                                       |  |  |       |  |  |                                          |  |  |                                             |  |
|                                                          |                | Anne du Blioul                                 | …                                                       |  |  |       |  |  |                                          |  |  |                                             |  |
| Laura Caterina Altieri                                   |                | Anne du Blioul                                 |                                                         |  |  |       |  |  |                                          |  |  |                                             |  |
|                                                          |                | Francesco Maria di Carpegna, conte di Carpegna | Orazio II di Carpegna, conte di Carpegna e Scavolino    |  |  |       |  |  |                                          |  |  |                                             |  |
|                                                          |                | Francesco Maria di Carpegna, conte di Carpegna | Orazio II di Carpegna, conte di Carpegna e Scavolino    |  |  |       |  |  |                                          |  |  |                                             |  |
|                                                          |                | Francesco Maria di Carpegna, conte di Carpegna | Camilla Passionei                                       |  |  |       |  |  |                                          |  |  |                                             |  |
| Maria Virginia di Carpegna                               |                | Francesco Maria di Carpegna, conte di Carpegna |                                                         |  |  |       |  |  |                                          |  |  |                                             |  |
|                                                          |                | Marzia Spada di Collescipoli                   | …                                                       |  |  |       |  |  |                                          |  |  |                                             |  |
|                                                          |                | Marzia Spada di Collescipoli                   | …                                                       |  |  |       |  |  |                                          |  |  |                                             |  |
|                                                          |                | Marzia Spada di Collescipoli                   | …                                                       |  |  |       |  |  |                                          |  |  |                                             |  |
|                                                          |                | Marzia Spada di Collescipoli                   |                                                         |  |  |       |  |  |                                          |  |  |                                             |  |